# Баарс, Клаус-Юрген

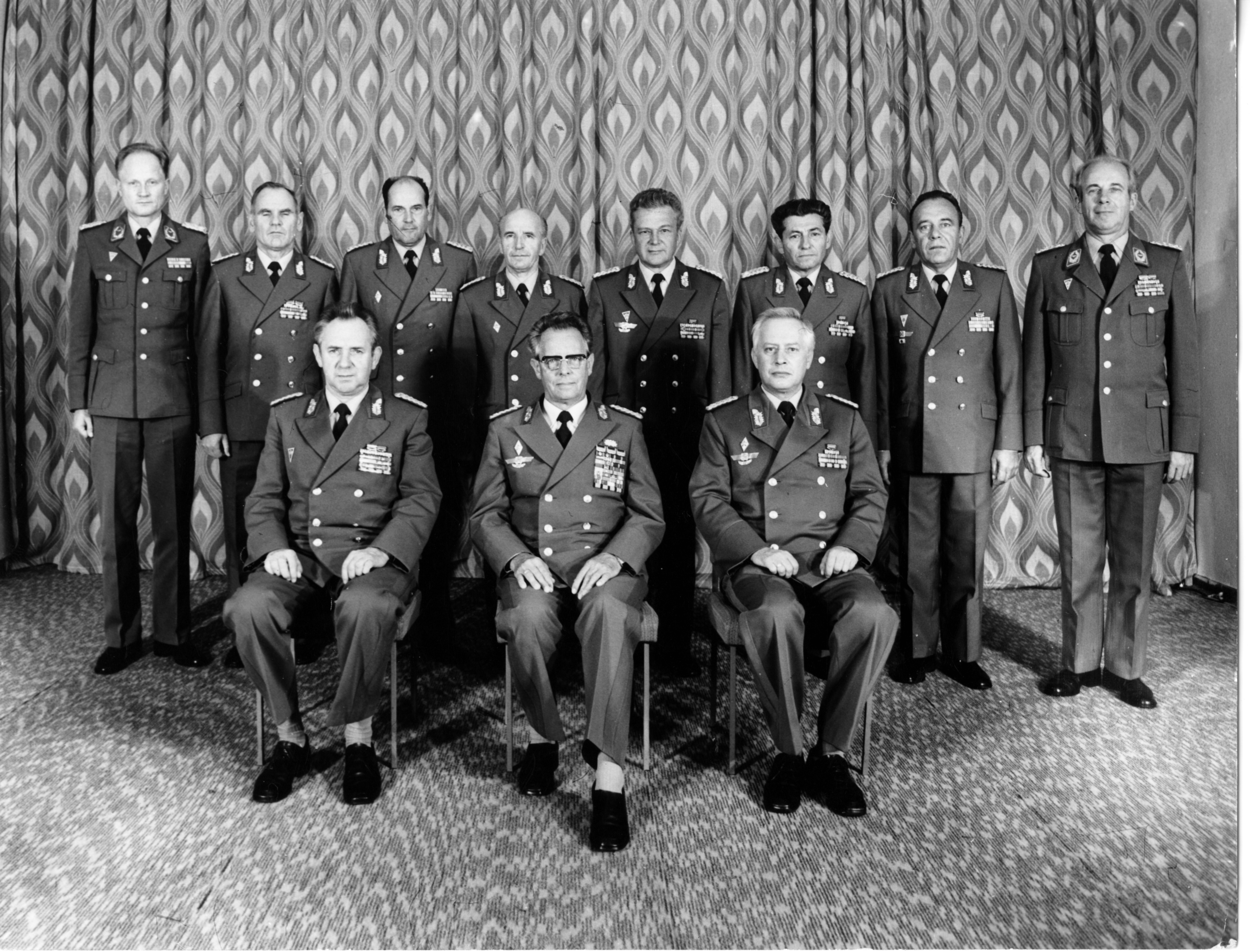
Военный совет командования ВВС/ПВО ННА ГДР в 1986 г. (Баарс - 5-й слева в верхном ряду)

Клаус-Юрген Баарс (нем. Klaus-Jürgen Baarß; 1934 — 2017) — военный деятель ГДР, генерал-лейтенант (1986 год).

## Биография
Из семьи механика. По специальности кораблестроитель.
23 мая 1952 года вступил в восточногерманскую Народную полицию. Служил в служебной инстанции Пирна (VP-Dienststelle Pirna).
В 1952—1953 годах проходил специальные курсы лётчиков в Советском Союзе. В 1953—1955 годах руководил эскадрильей в аэроклубе Котбуса. В 1954 году вступил в СЕПГ.
В 1955—1956 годах был заместителем командира 1-й авиационной эскадры по лётной подготовке (Stv. Kdr. f. flieg. Ausbild.). В 1956—1959 годах служил командиром 1-й авиационной эскадры (Kdr. Fliegergeschwader-1).
В 1959—1969 годах был командирован в Советский Союз для учёбы на курсах при одной из советских военных академий. В 1960—1965 годах служил заместителем командира 3-й лётной дивизии. В 1965—1968 годах был командиром 9-й истребительной эскадры (нем. Jagdfliegergeschwader 9).
В 1968—1971 годах проходил обучение в Военной Академии ННА имени Фридриха Энгельса. В 1971—1973 годах он в чине полковника командовал 31-й истребительно-бомбардировочной эскадрой «Клемент Готвальд», базировавшейся на аэродроме Древитц. В 1973—1978 годах был сначала заместителем руководителя, а затем и сам руководил боевой подготовкой истребительной авиации ПВО при Командовании ВВС/ПВО ГДР (Ltr. Ausbild. Jagdfliegerkrafte d. LV, Kdo. LSK\LV).
С 1 июня 1978 года по 31 октября 1988 года последовательно служил заместителем командующего ВВС/ПВО ГДР по ВВС (Stv. Chef LSK\LV f. LSK), заместителем командующего ВВС/ПВО по боевой подготовке фронтовой и армейской авиации (Stv. Chef LSK\LV f. Ausbild. d. Front-und Armeefliegerkrafte), заместителем командующего ВВС/ПВО ГДР по боевой подготовке лётного состава (Stellvertreter des Chefs für Ausbildung der Luftstreitkräfte). Находясь в этой должности он 7 октября 1978 года получил звание генерал-майора, а 1 марта 1986 года стал генерал-лейтенантом.
21 февраля 1983 года в Пенемюнде при посадке был повреждён МиГ-23МФ, которым управлял генерал-майор Баарс, предположительно из-за неправильно поднятых закрылок.
С 1 ноября 1988 года по 28 февраля 1990 года занимал должность заместителя Командующего ВВС/ПВО ГДР по боевой подготовке ПВО (Stellvertreter des Chefs für Ausbildung der Luftverteidigung). С 1 марта по 18 апреля 1990 года он был Главным инспектором ННА (Hpt.-Inspekt. NVA).
После победы на выборах в Народную палату ГДР 18 марта 1990 года «Альянса за Германию» Баарс 18 апреля 1990 года стал парламентским стаатс-секретарём в функции уполномоченного по военной реформе (Parlamentarischen Staatssekretär in die Funktion des Bevollmächtigten für die Militärreform). Он оставался на этом посту вплоть до выхода в отставку 30 сентября 1990 года.
Клаус-Юрген Баарс являлся членом Содружества лётчиков германских ВВС (нем. Gemeinschaft der Flieger deutscher Streitkräfte e. V.).

## Воинские звания
- Генерал-майор авиации — 7 октября 1978 года;
- Генерал-лейтенант авиации — 1 марта 1986 года.

## Избранные награды
- Орден Заслуг перед Отечеством в серебре
- Военный орден «За заслуги перед народом и Отечеством» в золоте
- Почётное звание "Заслуженный военный лётчик ГДР" в 1974г.